# C/2011 J2-B (LINEAR)
C/2011 J2-B (LINEAR) — одна з гіперболічних комет. Комета була відкрита 4 травня 2011 року, коли мала 19.7m.